# Teja Belak
Teja Belak (Liubliana, 22 de abril de 1994) es una deportista eslovena que compite en gimnasia artística. En los Juegos Europeos de Minsk 2019 obtuvo una medalla de oro en la prueba de salto de potro.

## Palmarés internacional
| Juegos Europeos | Juegos Europeos     | Juegos Europeos | Juegos Europeos |
| Año             | Lugar               | Medalla         | Categoría       |
| --------------- | ------------------- | --------------- | --------------- |
| 2019            | Minsk (Bielorrusia) | Medalla de oro  | Salto de potro  |